# Liste der Naturdenkmäler im Bezirk Leibnitz
Diese Liste der Naturdenkmäler im Bezirk Leibnitz listet die als Naturdenkmal ausgewiesenen Objekte im Bezirk Leibnitz im Bundesland Steiermark auf. Bei den Naturdenkmälern handelt es sich mit einer Ausnahme ausschließlich um Bäume oder Baumgruppen, lediglich ein Naturdenkmal betrifft einen Steinbruch.

## Naturdenkmäler
Die Vorsortierung der Tabelle ist alphabetisch nach Gemeindenamen und KG.
| Foto |                 | Name                                  | ID     | Standort | Beschreibung | Fläche  | Datum      |
| ---- | --------------- | ------------------------------------- | ------ | --- | --- | ------- | ---------- |
| 1    | Datei hochladen | Stieleiche (Quercus robur)            | 867    | Allerheiligen bei Wildon KG: Feiting Standort                                                                               | | 339 m²  | 16.10.1992 |
| 1    | Datei hochladen | Platane (Platanus acerifolia)         | 861    | Ehrenhausen an der Weinstraße, Ratsch an der Weinstraße 20 KG: Ratsch GrStNr: 104/2 Standort                                | | 215 m²  | 11.12.1985 |
| 1    | Datei hochladen | Sommerlinde (Tilia platyphyllos)      | 883    | Empersdorf, Empersdorf 5 KG: Empersdorf Standort                                                                            | | 224 m²  | 15.12.1997 |
| 1    | Datei hochladen | Sommerlinde (Tilia platyphyllos)      | 1367   | Empersdorf, Dürnberg 51 KG: Empersdorf GrStNr: .62 Standort                                                                 | | 165 m²  | 15.07.2002 |
| 1    | Datei hochladen | Edelkastanie (Castanea sativa)        | 849    | Gamlitz, Steinbach 26 KG: Steinbach GrStNr: 359 Standort                                                                    | | 225 m²  | 11.02.1953 |
| 1    | Datei hochladen | Rotkiefer (Pinus sylvestris)          | 860    | Gralla, südlich Kerngastweg 10 KG: Obergralla GrStNr: 386/2 Standort                                                        | | 255 m²  | 24.11.1983 |
| 1    | Datei hochladen | Rosskastanie (Aesculum hippocastanum) | 1320   | Heiligenkreuz am Waasen, Götzau 1 KG: Felgitsch GrStNr: 2384 Standort                                                       | | 222 m²  | 08.05.2000 |
| 1    | Datei hochladen | Stieleiche (Quercus robur)            | 267643 | Hengsberg KG: Kühberg GrStNr: 116/4; 117/3 Standort                                                                         | | 154 m²  | 12.05.2023 |
| 1    | Datei hochladen | Stieleiche (Quercus robur)            | 1398   | Lebring-Sankt Margarethen, südlich Auenbachweg 62 KG: Lebring GrStNr: 839/91 Standort                                       | | 345 m²  | 19.02.2004 |
| 1    | Datei hochladen | Stieleiche (Quercus robur)            | 866    | Leibnitz KG: Leibnitz GrStNr: 133/1 Standort                                                                                | | 383 m²  | 24.02.1992 |
| 1    | Datei hochladen | Winterlinde (Tilia cordata)           | 851    | Leibnitz, Bahnhofstraße 1 KG: Leibnitz GrStNr: 9 Standort                                                                   | | 271 m²  | 11.02.1953 |
| 1    | Datei hochladen | Platane                               | 267648 | Leibnitz KG: Leibnitz GrStNr: .37/1 Standort                                                                                | | 32 m²   | 12.05.2023 |
| 1    | Datei hochladen | Platane                               | 267651 | Leibnitz KG: Seggauberg GrStNr: 128/1 Standort                                                                              | | 49 m²   | 12.05.2023 |
| 1    | Datei hochladen | Speierling (Sorbus domestica)         | 870    | Leutschach an der Weinstraße, Glanz 13 KG: Glanz Standort                                                                   | | 115 m²  | 18.07.1994 |
| 1    | Datei hochladen | Speierling (Sorbus domestica)         | 874    | Leutschach an der Weinstraße, südlich Glanz 42 KG: Glanz GrStNr: 491/6 Standort                                             | | 94 m²   | 03.12.1996 |
| 1    | Datei hochladen | Eibe (Taxus baccata)                  | 850    | Leutschach an der Weinstraße, Großwalz 76 KG: Großwalz GrStNr: 499 Standort                                                 | Die Eibe hatte 2015 einen Umfang von 3,20 m auf Brusthöhe gemessen. | 99 m²   | 11.02.1953 |
| 1    | Datei hochladen | Stieleiche (Quercus robur)            | 863    | Leutschach an der Weinstraße, Pößnitz 68 KG: Pößnitz GrStNr: 525 Standort                                                   | Anmerkung: Nach einer Artbestimmung anhand von Blättern und Früchten handelt es sich um eine Traubeneiche, Quercus petraea, mit kennzeichnend keilförmig verjüngtem Blattgrund und kurz gestielten Eicheln, siehe verlinktes Foto.                                                                                        | 357 m²  | 09.02.1988 |
| 1    | Datei hochladen | Sommerlinde (Tilia platyphyllos)      | 885    | Leutschach an der Weinstraße, Remschnigg 69 KG: Remschnigg GrStNr: 992/2 Standort                                           | Diese, sich in schlechtem Zustand befindliche Linde, steht unmittelbar neben der Kastanie ID 887. | 384 m²  | 12.10.1998 |
| 1    | Datei hochladen | Edelkastanie (Castanea sativa)        | 887    | Leutschach an der Weinstraße, Remschnigg 69 KG: Remschnigg GrStNr: 992/2 Standort                                           | Mit einem geschätzten Alter von 800 Jahren einer der ältesten Kastanienbäume Österreichs | 245 m²  | 12.10.1998 |
| 1    | Datei hochladen | Linde (Tilia sp.)                     | 881    | Leutschach an der Weinstraße, Schloßberg 14 KG: Schloßberg GrStNr: 1565/2 Standort                                          | | 106 m²  | 15.09.1997 |
| 1    | Datei hochladen | Eibe                                  | 1491   | Leutschach an der Weinstraße, Schloßberg 42 KG: Schloßberg GrStNr: 238 Standort                                             | | 98 m²   | 09.12.1982 |
| 1    | Datei hochladen | Buchsbaum (Buxus sempervirens)        | 889    | Sankt Nikolai im Sausal, Oberjahring 34 KG: Oberjahring GrStNr: 637 Standort                                                | | 114 m²  | 07.01.1999 |
| 1    | Datei hochladen | Kaisereiche (Quercus dentata)         | 865    | Sankt Veit in der Südsteiermark, gegenüber Sankt Nikolai ob Draßling 127 KG: St. Nikolai ob Draßling GrStNr: 242/2 Standort | Gepflanzt 1888 | 211 m²  | 29.03.1991 |
| 1    | Datei hochladen | Winterlinde (Tilia cordata)           | 519    | Schwarzautal KG: Schwarzau GrStNr: 565 Standort                                                                             | | 137 m²  | 02.09.1982 |
| 1    | Datei hochladen | Hainbuche (Carpinus betulus)          | 869    | Schwarzautal, Wolfsberg 20 KG: Wolfsberg GrStNr: 20/1 Standort                                                              | | 0,1 ha  | 15.10.1992 |
| 1    | Datei hochladen | Sommereiche (Quercus robur)           | 872    | Tillmitsch, Grössing 70 KG: Altenberg GrStNr: 143/2 Standort                                                                | Anmerkung: Koordinaten etwas unsicher | 361 m²  | 02.12.1996 |
| 1    | Datei hochladen | Winterlinde (Tilia cordata)           | 858    | Tillmitsch, südöstlich Jösserstraße 26 KG: Tillmitsch GrStNr: 2317 Standort                                                 | | 128 m²  | 09.07.1971 |
| 1    | Datei hochladen | Stieleiche (Quercus robur)            | 1347   | Tillmitsch, Lori Hartl Weg 1 KG: Tillmitsch GrStNr: 2061/4 Standort                                                         | | 134 m²  | 25.06.2001 |
| 1    | Datei hochladen | Platane (Platanus hispanica)          | 823    | Wagna, östlich Waldgasse 14 KG: Leitring GrStNr: 42/50 Standort                                                             | | 133 m²  | 11.09.1940 |
| 1    | Datei hochladen | Platane (Platanus hispanica)          | 822    | Wagna KG: Leitring GrStNr: 206/14 Standort                                                                                  | Anmerkung: Baum inmitten eines Waldes | 68 m²   | 11.09.1940 |
| 1    | Datei hochladen | Platane                               | 1515   | Wagna, Dorfstraße 17 KG: Leitring GrStNr: .5/1 Standort                                                                     | | 259 m²  | 11.09.1940 |
| 1    | Datei hochladen | Platane                               | 1516   | Wagna, Dorfstraße 17 KG: Leitring GrStNr: 1/1 Standort                                                                      | | 302 m²  | 11.09.1940 |
| 1    | Datei hochladen | Rotbuche (Fagus sylvatica)            | 830    | Wildon, Alte Reichsstraße 5 KG: Unterhaus GrStNr: 225/2 Standort                                                            | | 184 m²  | 11.02.1953 |
| 1    | Datei hochladen | Ginkgo (Ginkgo biloba)                | 835    | Wildon, Alte Reichsstraße 3 KG: Unterhaus GrStNr: 1/1 Standort                                                              | | 117 m²  | 11.02.1953 |
| 1    | Datei hochladen | Basaltsteinbruch                      | 864    | Wildon, Am Steinbruch 6 KG: Weitendorf GrStNr: 1908/1; 1908/2; 1909/1; 1909/2; 1907 Standort                                | Der Basaltsteinbruch ist unter Geologen und Mineralogen weit über die Landesgrenzen hinaus als ein „Fenster in die Vergangenheit“ bekannt, wobei hier vor 15 Millionen Jahren ein tropisches Meer große Teile der Südsteiermark bedeckte und Vulkane glutflüssige Lava aus dem Erdinneren in die Atmosphäre schleuderten. | 0,61 ha | 04.03.1985 |

## Ehemalige Naturdenkmäler
| Foto |                 | Name                                    | ID   | Standort                                                      | Beschreibung | Fläche | Datum      |
| ---- | --------------- | --------------------------------------- | ---- | ------------------------------------------------------------- | --- | ------ | ---------- |
| 1    | Datei hochladen | Stiel- bzw. Sommereiche (Quercus robur) | 862  | Gleinstätten KG: Mayerhof GrStNr: 30/2 Standort               | | 204 m² | 21.05.1987 |
| 1    | Datei hochladen | Stieleiche (Quercus robur)              | 871  | Hengsberg, Kehlsdorf 1 KG: Schönberg GrStNr: 474 Standort     | Die mächtige Solitäreiche hatte 2015 einen Umfang von 6,20 m auf Brusthöhe gemessen.Anmerkung: Der Baum ist im GIS falsch eingezeichnet. | 589 m² | 04.09.1996 |
| 1    | Datei hochladen | Winterlinde (Tilia cordata)             | 852  | Sankt Andrä-Höch KG: Neudorf im Sausal GrStNr: 250/1 Standort | Die Winterlinde stand vor der Ortskapelle in Neudorf im Sausal. Heute ist sie nicht mehr vorhanden.                                      | 135 m² | 11.02.1953 |
| 1    | Datei hochladen | Winterlinde (Tilia cordata)             | 1361 | Wildon, Aug 9 KG: Stocking GrStNr: 470/1 Standort             | Anmerkung: Im GIS nicht mehr verzeichnet                                                                                                 | 152 m² | 10.08.2001 |
| 1    | Datei hochladen | 2 Sommerlinden (Tilia platyphyllos)     | 856  | Wildon, Wahring 1 KG: Wildon GrStNr: 774/1 Standort           | | 140 m² | 30.07.1953 |

| Foto:                    | Fotografie des Naturdenkmals. Klicken des Fotos erzeugt eine vergrößerte Ansicht. Daneben finden sich zwei Symbole: \| Weitere Bilder vorhanden \| Das Symbol bedeutet, dass weitere Fotos des Objekts verfügbar sind. Durch Klicken des Symbols werden sie angezeigt. \| \| Eigenes Foto hochladen \| Durch Klicken des Symbols können weitere Fotos des Objekts in das Medienarchiv Wikimedia Commons hochgeladen werden. \| |
| Name:                    | Bezeichnung des Naturdenkmals laut offiziellen Quellen |
| ID                       | Identifikator |
| Standort:                | Es ist die Gemeinde und falls vorhanden die Adresse angegeben. Darunter sind die Katastralgemeinde (KG) und die Grundstücksnummer angeführt. Durch Aufruf des Links Standort wird die Lage des Denkmals in verschiedenen Kartenprojekten angezeigt. |
| Beschreibung             | Kurze Beschreibung des Naturdenkmals |
| Fläche                   | Fläche des Naturdenkmals in Hektar (ha) |
| Datum                    | Datum oder Jahr der Unterschutzstellung |
| Weitere Bilder vorhanden | Das Symbol bedeutet, dass weitere Fotos des Objekts verfügbar sind. Durch Klicken des Symbols werden sie angezeigt. |
| Eigenes Foto hochladen   | Durch Klicken des Symbols können weitere Fotos des Objekts in das Medienarchiv Wikimedia Commons hochgeladen werden. |